# Norops polyrhachis
Norops polyrhachis este o specie de șopârle din genul Norops, familia Polychrotidae, descrisă de Smith 1968. Conform Catalogue of Life specia Norops polyrhachis nu are subspecii cunoscute.